# Lobocheilos lehat
Lobocheilos lehat és una espècie de peix cipriniforme de la família dels ciprínids.

## Morfologia
Els mascles poden assolir els 22,5 cm de longitud total.

## Distribució geogràfica
Es troba a Java (Indonèsia).